# معبد سوامينارايان
معبد سوامينارايان هو معبد هندوسي قيد الإنشاء في إمارة أبو ظبي يقع على طريق إ 11 الرابط بين أبو ظبي ودبي. عند إكتماله سيصبح أول معبد هندوسي تقليدي يتم بنائه في الشرق الأوسط.